# José Luis Rubiera
José Luis Rubiera Vigil (Gijón, Asturias, 27 de enero de 1973), conocido como Chechu Rubiera, es un antiguo ciclista profesional asturiano que destacaba principalmente como escalador. Ha sido, además, uno de los principales gregarios de Lance Armstrong durante su exitosa carrera deportiva.

## Trayectoria
Después de haberse formado en las categorías inferiores de la Escuela Ciclista las Mestas de Gijón (hasta cadetes), Alvarín-Rigel de Áviles (juveniles), El Teleno de Villablino (aficionados) y del Banesto (también aficionados), pasó a profesionales en 1995 en las filas del equipo Artiach (desde 1996, Kelme), en el que permanecería hasta 2000. Comenzó a destacar en 1997, venciendo en la etapa reina del Giro de Italia y finalizando 10.º en su clasificación general. En 2001 pasa al equipo US Postal (a partir de 2005, Discovery Channel) como gregario de lujo para el estadounidense Lance Armstrong, al cual acompañaría en las seis últimas de sus siete victorias en el Tour de Francia, en el que demostró la mejora de sus condiciones como contrarrelojista y rodador. Entre sus victorias destacan otra etapa en el Giro de Italia, la Vuelta al Alentejo y dos Subidas al Naranco.
Sus mejores clasificaciones en las grandes vueltas han sido; en el Giro, fue 8.º en 2000, 10.º en 1997 y 13.º en 1998; en la Vuelta, fue 6.º en 1999, 7.º en 2001 y 11.º en 2000; y en el Tour solo ha participado con el US Postal, pero, a pesar de su posición como gregario, logró quedar 19.º en 2003 y 22.º en 2002.
El puerto de Cotobello, en Aller (Asturias) es denominado la Cima Chechu Rubiera.
A final de la temporada 2010 puso fin a su carrera deportiva y en noviembre de ese mismo año, con motivo del criterium Memorial Isabel Clavero, se le dio un homenaje para agradecerle su exitosa vida deportiva. Actualmente es seleccionador juvenil de ciclismo del Principado de Asturias y trabaja para la firma de bicicletas MMR.

## Apoyo al asturiano
En el año 2008 se adhirió a la campaña Doi la cara pola oficialidá, en favor del reconocimiento del asturiano como idioma cooficial de Asturias.

## Palmarés
| 1997 - 1 etapa del Giro de Italia 1998 - Subida al Naranco 1999 - Vuelta al Alentejo, más 1 etapa 2000 - 1 etapa del Giro de Italia - Subida al Naranco | 2007 - 1 etapa de la Vuelta al Lago Qinghai 2008 - 1 etapa de la Vuelta a Murcia |

## Resultados en Grandes Vueltas y Campeonatos del Mundo
Durante su carrera deportiva consiguió los siguientes puestos en las Grandes Vueltas y en los Campeonatos del Mundo en carretera:
| Carrera         | Carrera         | 1995 | 1996 | 1997 | 1998 | 1999 | 2000 | 2001 | 2002 | 2003 | 2004 | 2005 | 2006 | 2007 | 2008 | 2009 | 2010 |
| --------------- | --------------- | ---- | ---- | ---- | ---- | ---- | ---- | ---- | ---- | ---- | ---- | ---- | ---- | ---- | ---- | ---- | ---- |
|                 | Giro de Italia  | —    | —    | 10.º | 13.º | Ab.  | 8.º  | —    | —    | —    | —    | —    | 13.º | 39.º | —    | 49.º | —    |
|                 | Tour de Francia | —    | —    | —    | —    | —    | —    | 38.º | 22.º | 19.º | 19.º | 35.º | 90.º | —    | —    | —    | —    |
|                 | Vuelta a España | —    | —    | —    | 26.º | 6.º  | 11.º | 7.º  | 51.º | 80.º | —    | —    | —    | 86.º | 22.º | Ab.  | —    |
| Mundial en Ruta | Mundial en Ruta | —    | —    | —    | 45.º | 36.º | 29.º | 56.º | —    | —    | Ab.  | —    | —    | —    | —    | —    | —    |

—: no participa

Ab.: abandono

## Equipos
- Artiach (1995)
- Kelme (1996-2000)
  - Kelme-Artiach-Costa Blanca (1996)
  - Kelme-Costa Blanca (1997-2000)
- US Postal/Discovery Channel (2001-2007)
  - US Postal Service (2001-2004)
  - Discovery Channel (2005-2007)
- Astana (2008-2009)
- Team RadioShack (2010)